# Road America
Road America è un autodromo situato vicino a Elkhart Lake, nel Wisconsin, lungo la Wisconsin Highway 67 negli Stati Uniti d'America, a metà strada tra le città di Milwaukee e Green Bay. Inaugurato nel 1955, vi si svolgono competizioni automobilistiche e motoristiche; tra le più note vi sono l'IndyCar Series, il campionato IMSA SportsCar, la NASCAR e l'AMA Superbike Championship.

## Il tracciato

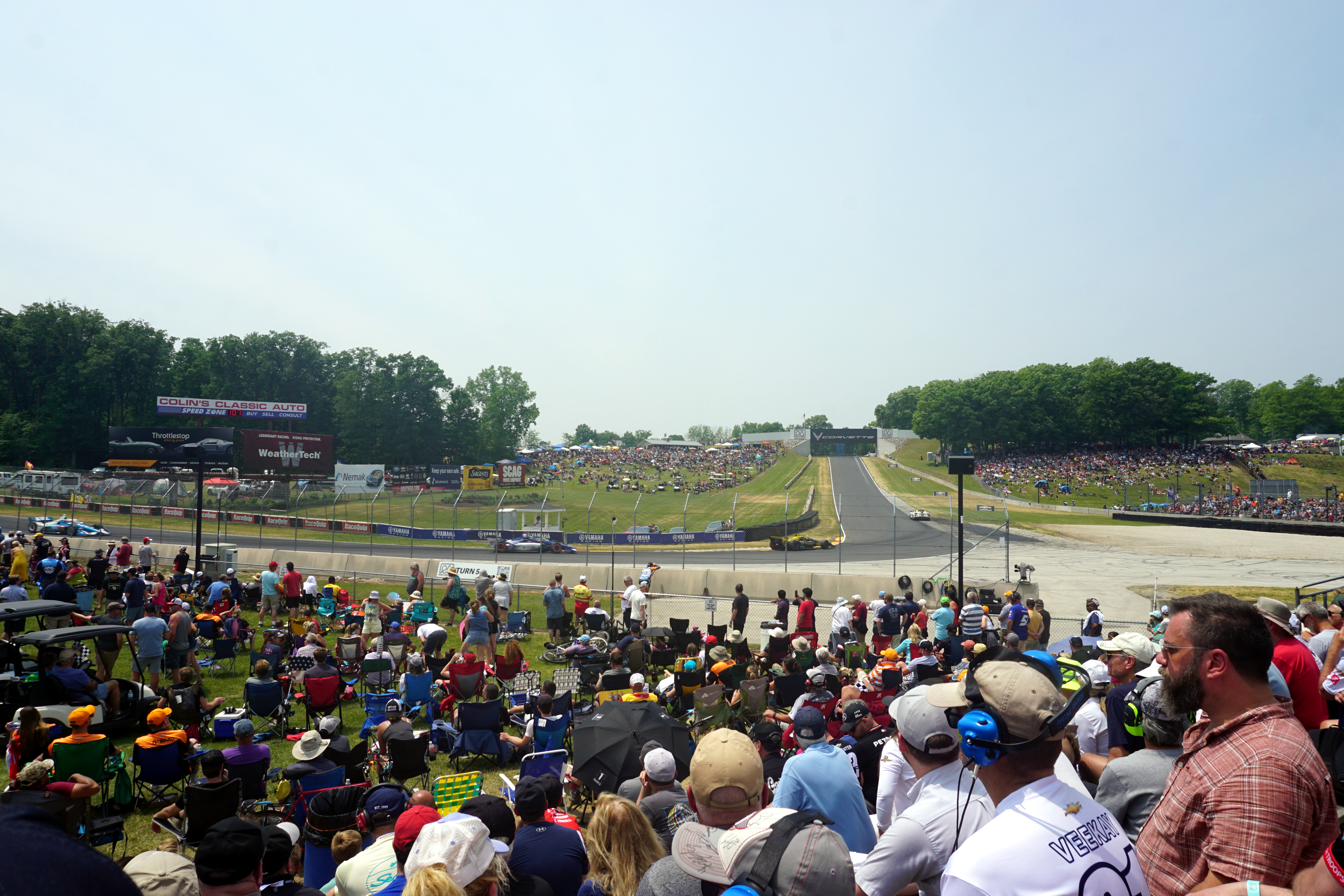
Un momento della gara di IndyCar del 2023

Road America è uno dei pochi autodromi al mondo a conservare ancora il tracciato originale di 6,515 km (4,048 miglia) di lunghezza con quattordici curve. Situato nella zona collinare del Kettle Moraine, esso è caratterizzato da parecchi saliscendi e da un rettilineo principale dove si possono superare i 300 km/h di velocità di punta. Tra i punti caratteristici del tracciato vi è la curva The Kink, una veloce e pericolosa piega a destra posta su un dosso situato nella zona ovest del circuito, priva di via di fuga. Nel 2003 questa curva ha visto l'unico ritocco alla pista nella sua storia dovuto all'aggiunta di una chicane opzionale denominata The Bend, resosi necessario per aumentare la sicurezza dei motociclisti, che affrontavano The Kink a velocità superiori a 200 km/h rischiando di impattare col muro di cemento adiacente alla pista. Tale intervento era stato deciso poiché il muro non poteva essere arretrato per creare una sufficiente via di fuga, dato che alle sue spalle si trova una ferrovia molto trafficata.

## Nei media
Il circuito è presente in molti videogiochi/simulatori di guida, tra cui Forza Motorsport 6, Forza Horizon 5 e rFactor.